# Jesús Navas
Jesús Navas González, född 21 november 1985 i Los Palacios y Villafranca, Sevilla, är en spansk före detta fotbollsspelare. Navas spelade för det spanska landslaget fram till och med EM 2024.
Under sin karriär representerade Navas främst Sevilla, där han spelade under två olika perioder och blev en av klubbens mest framstående spelare genom tiderna. Han spelade även för Manchester City i Premier League mellan 2013 och 2017, innan han återvände till Sevilla för att avsluta sin karriär. Han spelade sin sista match för klubben den 22 december 2024, en bortamatch mot Real Madrid på Santiago Bernabéu, där Sevilla förlorade med 4–2.
Navas blev känd för sin snabbhet och inläggsförmåga, vilket gjorde honom till en nyckelspelare både för klubblag och landslag. Med Spanien vann han bland annat VM 2010, EM 2012, Nations League 2023 och EM 2024

## Karriär
Högeryttern Jesús Navas är en produkt av Sevilla FC:s ungdomsakademi. Han anslöt till klubben vid 15 års ålder och debuterade i A-laget den 23 november 2003 i en ligamatch mot Espanyol, där han spelade cirka tolv minuter i en match som Sevilla förlorade med 0–1. Säsongen 2004/2005 blev han en del av A-laget på allvar, och året därpå fick han sitt stora genombrott.
Navas var känd för sin snabbhet, teknik och förmåga att slå precisa inlägg, vilket gjorde honom till en av La Ligas bästa yttrar. Under sina första år i Sevilla imponerade han stort, och säsongen 2005/2006 var han en nyckelspelare när laget vann UEFA-cupen. Han deltog i samtliga tolv matcher i turneringen, inklusive finalen mot Middlesbrough FC.
Trots sitt genombrott och intresse från flera storklubbar, däribland Chelsea, valde Navas att stanna i Sevilla. Hans beslut att inte lämna klubben tidigare berodde på psykisk ohälsa, särskilt svårigheter med ångest och hemlängtan, vilket gjorde att han avstod från att flytta utomlands. Först 2013, efter att ha arbetat med sin mentala hälsa, kände han sig redo att ta steget och lämnade Sevilla för spel i Premier League.
Under sina år i Sevilla fortsatte Navas att utvecklas, och han blev en av de mest framstående spelarna i La Liga. Under säsongen 2009/2010 spelade han över 50 matcher och var en av ligans främsta framspelare med 13 assist, vilket placerade honom nära toppen av assistligan, där Xavi Hernández slutade etta med 16 assist. Han var även avgörande i Copa del Rey-finalen den 19 maj 2010, där han fastställde slutresultatet genom ett mål i den 90:e minuten i Sevillas 2–0-seger.
Den 9 november 2009 debuterade Navas för det spanska landslaget i en vänskapsmatch mot Argentina som slutade 2–1. Han spelade även i en vänskapsmatch mot Österrike. Inför VM 2010 blev han uttagen av förbundskapten Vicente del Bosque och spelade en viktig roll i Spaniens triumf. I en träningsmatch mot Sydkorea kort före turneringen gjorde han sitt första mål för landslaget, ett avgörande långskott i den 86:e minuten.
Den 4 juni 2013 blev Navas klar för Manchester City, där han spelade fram till 2017. Den 1 augusti 2017 återvände han till Sevilla och skrev på ett fyraårskontrakt. I juni 2021 förlängde han sitt kontrakt med klubben i ytterligare tre år, för att sedan spela sin sista match för klubben och sporten den 22 december 2024.

## Meriter

### Sevilla FC
- UEFA-cupen/Europa League: 2005/06, 2006/07, 2019/20, 2022/23
- Copa del Rey: 2006/07, 2009/10
- Spanska Supercupen: 2007

### Manchester City
- Premier League: 2013/2014
- Engelska Ligacupen: 2013/14, 2015/16

### Spaniens landslag
- VM-guld: 2010
- EM-guld: 2012, 2024
- Nations League: 2022/23